# Piet Libregts

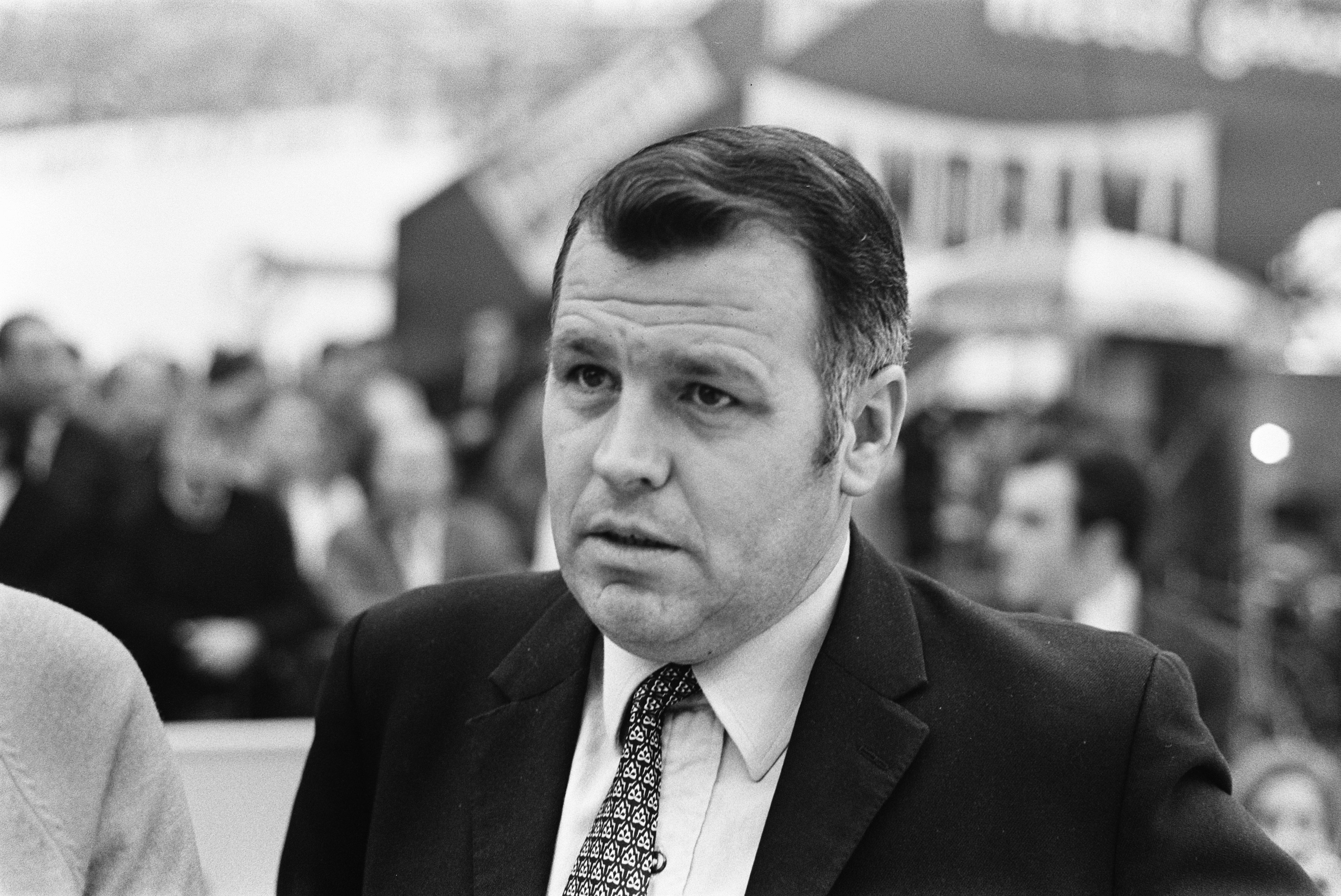
Piet Libregts in 1969.

Petrus Henricus (Piet) Libregts (Vlijmen, 16 februari 1930 – Heeswijk-Dinther, 25 augustus 2013) was een Nederlands ploegleider.

## Leven
Libregts werkte aanvankelijk in de wielersport als soigneur. In die functie werkte hij onder andere voor Peter Post. Later werd hij ploegleider. In de jaren zeventig leidde hij de wielerploeg Frisol. 
Daarna werd hij bondscoach voor de KNWU. Onder zijn leiding werden drie Nederlandse renners wereldkampioen, Gerrie Knetemann in 1978, Jan Raas in 1979 en Joop Zoetemelk in 1985. 
Ter ere van zijn zevenstigste verjaardag verscheen in 2000 het boek "Piet Libregts, kampioenenmaker". In 2010 kreeg Libregts voor zijn verdiensten in de wielersport het Gouden Wiel, de hoogste onderscheiding van de KNWU.
Libregts was de schoonvader van mountainbiker Bart Brentjens. 
In 2013 overleed hij op 83-jarige leeftijd na een langdurige ziekte.